# Artz Pedregal
Artz Pedregal es un desarrollo de uso mixto que abrió sus puertas el 9 de marzo de 2018 por Grupo Sordo Madaleno. Está ubicado al sur de la Ciudad de México, cerca de la zona de San Ángel, en la colonia Jardines del Pedregal, alcaldía Álvaro Obregón; frente a la colonia Fuentes del Pedregal, al lado del Anillo Periférico sur.

## Centro Comercial
El centro comercial se enfoca en las tiendas de lujo. El proyecto es de 400 000 m², de los cuales 100 000 m² oficinas, 65 000 m² espacio comercial y 5000 m² jardines, sobre un terreno de 50 500 m². Existen instalaciones de arte público de escala grande, y fue diseñado por Sordo Madaleno Arquitectos. Las tiendas principales son, entre otros, Louis Vuitton, Dior, Hermes, Gucci, Prada, Fendi, y Cartier, así como la juguetería Hamleys, las mueblerías Roche Bobois y West Elm, Cinemex multicines, y el primer Starbucks Reserve en la República Mexicana. El centro no alberga ninguna tienda de departamento.

## Incidentes
En la mañana del 12 de julio de 2018, una parte del complejo colapsó, sin que dejase heridos y sin que esté claro si el colapso del área se debió a defectos estructurales o a sedimentación del suelo.
La parte que se desprendió era una zona de oficinas y tenía 700 metros cuadrados.
Desde su construcción hubo derrumbes como el ocurrido en la zona colindante a periférico que se llevó un pedazo de la banqueta y la barda colindante con la misma. Cabe señalar que ese terreno tipo cañada está muy cerca del río Magdalena y quizá fue el reblandecimiento de la tierra lo que provocó estos derrumbes o el exceso de carga.

## Arte público
El arte público incluye Forever («para siempre») por Ai Weiwei, en forma de bicicletas doradas, De la rotonda un la fuente. 5 colores para México, trabajo in situ. México 2018. Homenaje al Arquitecto Manuel Tolsá por Daniel Buren, y Quiosco sonoro por Tania Candiani.